# Lucanus formosus
Lucanus formosus là một loài bọ cánh cứng trong họ Lucanidae. Loài này được Boileau & Didier mô tả khoa học năm 1925.